# Rhadinichthys
Rhadinichthys è un genere di pesci ossei estinto di incerta collocazione sistematica, forse appartenente ai paleonisciformi. Visse tra il Carbonifero inferiore e il Carbonifero superiore (circa 355 - 300 milioni di anni fa) e i suoi resti fossili sono stati ritrovati in Europa e in Nordamerica.

## Descrizione
I membri ascritti a questo genere di pesci possedevano un corpo abbastanza slanciato di dimensioni variabili, ma solitamente non superavano la lunghezza di 20 centimetri. La pinna dorsale, di forma triangolare, si originava nella parte posteriore del corpo e quella anale era pressoché opposta ad essa; la testa era abbastanza lunga e terminante in un muso smussato ma prominente, con una bocca posta in posizione quasi terminale. La coda era nettamente divisa in due lobi, di cui quello superiore era il più lungo. Nel cranio erano presenti due ossa suborbitali ma non vi erano premascelle: questa assenza si manifestava con una sorta di tacca nella zona delle fauci. Non erano presenti nemmeno ossa sopraorbitali. Le scaglie erano di forma quadrata o rettangolare, ricoperte da ganoina e distribuite in file diagonali lungo tutto il corpo. Tutte le pinne presentavano raggi che si biforcavano nella parte distale.

## Classificazione
Il genere Rhadinichthys venne istituito da Traquair nel 1877 per accogliere alcune specie di pesci estinti, un tempo attribuite al genere Palaeoniscum. La specie tipo è Rhadinichthys ornatissimus, del Carbonifero superiore di Scozia e Inghilterra, originariamente descritta da Louis Agassiz nel 1835 come Palaeoniscum ornatissimum. Al genere Rhadinichthys sono state attrinuite in seguito una grande quantità di pesci ossei arcaici del Carbonifero, tra cui R. alberti, R. angustulus, R. brevis, R. cairnsi, R. carinatus, R. elegantulus, R. macconochii, R. modulus, R. monensis, R. tenuicauda, R. wardi; tuttavia, la grande maggioranza di queste specie potrebbero non appartenere al genere Rhadinichthys, in quanto la classificazione all'interno di questo genere è stata basata per lo più su caratteristiche condivise con altri pesci ossei arcaici. Una ridescrizione degli attinotterigi arcaici operata da Gardiner e Schaeffer (1989), tentando di individuare vari gruppi generici, ha indicato Rhadinichthys come un genere artificiale (parafiletico): ad esempio, la specie R. canobiensis sarebbe affine al genere Australichthys, mentre R. carinatus assomiglierebbe a Belichthys; infine, la specie tipo R. ornatissimus sarebbe strettamente imparentata ad Amblypterus e Paramblypterus. 
Studi più recenti (Lund e Poplin, 1997) hanno riconosciuto numerosi caratteri diagnostici per la famiglia Rhadinichthyidae, ma una vera e propria ridescrizione delle specie attribuite a Rhadinichthys non è stata effettuata. In ogni caso, gli studiosi sono concordi nell'affermare che Rhadinichthys è un pesce osseo arcaico, probabilmente appartenente ai paleonisciformi. 